# Garcia Ier du Kongo
Pour les articles homonymes, voir García.
Garcia Ier du Kongo (Ne Mbemba Nzinga a Nkuwu a Ntinu  en kikongo et D. Garcia Ier en portugais), né vers 1600, mort le 26 juin 1626, fut le deuxième roi du Kongo de la lignée des Nkanga a Mvika kanda.

## Règne
Garcia Ier est un des trois fils de Pierre II du Kongo. Il est le second des souverains Kinkanga (maison de Nsundi ) fondée par son père en 1622 Entre la mort de son oncle et son accession pacifique au trône le 13 avril 1624 il porte le titre de duc de Mbamba.  
A la fin de son règne son père avait négocié une alliance anti-portugaise avec la  Compagnie néerlandaise des Indes orientales. Lorsque les hollandais arrivent en  1624 pour s'emparer de Luanda, António da Silva, ex duc de  Mbamba, disgracié, intercepte la délégation qu'ils envoient au Soyo. S'opposant aux objectif de la maison de  Nsundi, da Silva feint d'ignorer le plan d'attaque conjoint du Kongo et des hollandais et affirme que depuis la mort de Pierre II Garcia Ier cherche à établir la paix entre le Kongo et le Portugal.

## Déposition
Une importante faction de la noblesse du Kongo ne voulaient pas permettre aux Kinkanga (ou maison de Nsundi) de se perpétuer sur le trône et considérait que leur gouvernement ne devait être qu'un intermède en temps de crise dans l'attente du rétablissement de la maison de Kwilu. À la demande des « dames royales de la cour », le duc de Nsundi Manuel Jordão investit avec une armée la capitale de São Salvador. Le roi Garcia Ier est contraint de s'enfuir au Soyo le 7 mars 1626  avec son épouse Cristina Afonso et sa grand-mère Dona Cristina, toutes deux issues de la famille des comtes de Soyo.Ambrosio, l'héritier légitime de la lignée de Kanda Kwilu et fils de l'ancien roi Alvare III qui avait été écarté du trône en 1622 lui succède.